# Штайнбург (район)
Штайнбург (нем. Steinburg) — район в Германии. Центр района — город Итцехоэ. На западе граничит с районом Дитмаршен по реке Хольштенау, на севере с Рендсбургом-Эккернфёрде, на северо-востоке с Зегебергом, на юго-востоке с Пиннебергом.
Район входит в землю Шлезвиг-Гольштейн. Занимает площадь 1056,24 км². Население — 136 770 чел. Плотность населения — 129 человек/км². Официальный код района — 01 0 61.
Район подразделяется на 113 общин.

## Города и общины
1. Глюкштадт (11 921)
2. Итцехо (33 285)
3. Келлингхузен (8 024)
4. Вильстер (4 444)

Управления
Управление Брайтенбург
1. Брайтенберг (390)
2. Брайтенбург (1061)
3. Кольмор (35)
4. Кронсмор (192)
5. Легердорф (2 756)
6. Мордик (123)
7. Мордорф (16)
8. Мюнстердорф (1 948)
9. Эликсдорф (1 709)
10. Вестермор (371)

Управление Херцхорн
1. Бломеше-Вильднис (724)
2. Борсфлет (824)
3. Энгельбрехче-Вильднис (911)
4. Херцхорн (1 067)
5. Кольмар (1 774)
6. Кремпдорф (262)
7. Нойендорф (920)

Управление Хоэнлокштедт
1. Хоэнлокштедт (6 304)
2. Локштедт (183)
3. Лобарбек (753)
4. Шлотфельд (232)
5. Зильцен (172)
6. Винзельдорф (313)

Управление Хорст
1. Альтенмор (273)
2. Хоэнфельде (957)
3. Хорст (5 165)
4. Кибицрайэ (2 290)
5. Зоммерланд (856)

Управление Итцехё-Ланд
1. Бекдорф (93)
2. Бекмюнде (153)
3. Драге (260)
4. Хайлигенштедтен (1 675)
5. Хайлигенштедтенеркамп (740)
6. Ходорф (232)
7. Хоэнаспе (2 121)
8. Хуйе (282)
9. Какс (418)
10. Клефе (617)
11. Круммендик (84)
12. Мельбек (452)
13. Морхузен (98)
14. Ольдендорф (1 164)
15. Оттенбюттель (755)
16. Пайсен (332)

Управление Келлингхузен-Ланд
1. Аууфер (134)
2. Брокштедт (2 175)
3. Фицбек (387)
4. Хенштедт (583)
5. Хингстайде (76)
6. Мюленбарбек (340)
7. Эшебюттель (218)
8. Пойенберг (403)
9. Кварнштедт (419)
10. Раде (103)
11. Росдорф (385)
12. Зарльхузен (498)
13. Штёркатен (101)
14. Виденборстель (5)
15. Вилленшарен (159)
16. Виттенберген (180)
17. Врист (2 476)
18. Вульфсмор (370)

Управление Кремпермарш
1. Баренфлет (606)
2. Дегелинг (1 016)
3. Эльскоп (157)
4. Грефенкоп (348)
5. Кремпе (2 447)
6. Кремперхайде (2 547)
7. Кремпермор (530)
8. Нойенброк (688)
9. Ретвиш (618)
10. Зюдерау (792)

Управление Шенефельд
1. Асбюттель (113)
2. Агеторст (202)
3. Бесдорф (248)
4. Бокельрем (156)
5. Бокхорст (138)
6. Христиненталь (57)
7. Гриббом (489)
8. Хаденфельд (111)
9. Хольстенниндорф (420)
10. Кайсборстель (85)
11. Лофт (381)
12. Ниэнбюттель (151)
13. Нуттельн (296)
14. Ольденборстель (130)
15. Пёшендорф (230)
16. Пульс (623)
17. Реэр (776)
18. Шенефельд (2 468)
19. Зицбюттель (60)
20. Фале (1 321)
21. Фалермор (156)
22. Ваккен (1 865)
23. Варрингхольц (303)

Управление Вильстермарш
1. Эбтиссинвиш (62)
2. Байденфлет (920)
3. Брокдорф (1 044)
4. Бюттель (44)
5. Дамфлет (344)
6. Эклак (362)
7. Кудензее (168)
8. Ландрехт (138)
9. Ландшайде (242)
10. Нойендорф-Заксенбанде (513)
11. Норторф (877)
12. Санкт-Маргаретен (989)
13. Штёрдорф (120)
14. Вевельсфлет (1 575)